# Faluas do Tejo
Albums de Madredeus
Um amor infinito
(2004) Metafonia
(2008)
Faluas do Tejo est le huitième album du groupe portugais Madredeus sorti en 2005 au Portugal. 

## Titres de l'album
1. Lisboa rainha do mar - 5:07
2. Fado das dúvidas - 4:01
3. Adoro Lisboa - 4:57
4. Névoas da madrugada - 3:48
5. Faluas do Tejo - 4:58
6. No meu jardim (Sementes À Terra) - 3:17
7. O cais distante - 4:29
8. Na estrada de Santiago - 4:32
9. Lá de fora - 4:28
10. O canto da saudade (Pam) - 3:56